# Casa Nueva, Huehuetoca
Casa Nueva är  en ort i Mexiko, tillhörande Huehuetoca kommun i delstaten Mexiko. Casa Nueva ligger i den centrala delen av landet och tillhör Mexico Citys storstadsområde. Orten hade 1 578 invånare vid folkmätningen 2010.